# Гэм
«Гэм» (нем. Gam) — роман Эриха Марии Ремарка, написанный в 1924 году и изданный посмертно в 1998 году. «Гэм» является одной из первых работ Ремарка, которая не была опубликована прижизненно вследствие неуспеха первого романа автора.
Гэм, главная героиня одноимённого романа, путешествует по миру и посещает Париж, Вьетнам, Сингапур и Луксор, пытаясь найти свою любовь. В «Гэм» Ремарк пытается разобраться в принципах и приоритетах свободной женщины, одновременно независимой и зависящей от мира мужчин.